# Бистрица (притока Лима)
Бистрица је река у југозападној Србији, десна притока Лима. Извире на западним падинама Гиљеве. Протиче преко Пештерске висоравни, на којој пред Клисуром понире и на доњем делу Клисуре поново избија на површину у виду јаког врела. Одатле тече претежно клисурастом долином према Лиму, у који се улива северно од Бијелог Поља.
Укупна дужина Бистрице је 26 km. Слив захвата површину од 380 km², просечан проток на ушћу износи 8 m³/s. Изворни део слива развијен је у серпентинама, део звани Клисура је изграђен од кречњака, а најнизводнији део од карбонских шкриљаца. Слив је слабо пошумљен и насељен. Највећим делом је под пашњацима.